# Paddy Crehan
Patrick Crehan, conosciuto anche come Vincie Crehan, detto Paddy (18 febbraio 1920 – Dublino, 11 febbraio 1992), è stato un cestista irlandese.

## Carriera
Con l'Irlanda ha preso parte ai Giochi della XIV Olimpiade.